# Margaretha Rothe

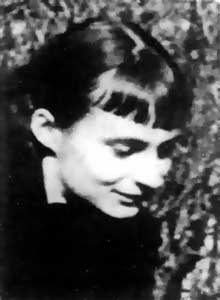
Margaretha Rothe

Margaretha (Gretha) Rothe (* 13. Juni 1919 in Hamburg; † 15. April 1945 in Leipzig) war eine der zentralen Personen der Widerstandsgruppe der Weißen Rose Hamburg.

## Leben
Margaretha Rothe, seit November 1936 für vier Monate Schülerin der Hamburger Lichtwarkschule, nahm zeitweilig zusammen mit ihren Freunden Traute Lafrenz und Heinz Kucharski an einem privat organisierten Lesekreis der Lehrerin Erna Stahl, die bis 1935 an der Lichtwarkschule unterrichtet hatte, teil. 1937, nach Aufhebung der Koedukation an der Lichtwarkschule, wechselte sie zusammen mit Lafrenz zur Klosterschule, an der beide 1938 das Abitur ablegten. Danach musste sie ihr Pflichtjahr und Reichsarbeitsdienst leisten. Anschließend nahm sie, wie Lafrenz auch, ein Medizinstudium auf und lernte an der Universität Hamburg weitere oppositionelle Kommilitonen kennen. Auch am Universitätskrankenhaus Eppendorf fand sie Kontakt zu Ärzten und Studenten, die dem Nationalsozialismus kritisch gegenüberstanden, die sich ihrer Rolle bewusst, „candidates of humanity“ nannten. Die jungen Menschen trafen sich in Gesprächskreisen und diskutierten über kulturelle und politische Themen. Aus Protest gegen die immer weiter zunehmende Einschränkung der Meinungsfreiheit wurde Margaretha Rothe über die Gespräche hinaus aktiv. Gemeinsam mit Heinz Kucharski, mit dem sie eine Liebesbeziehung hatte, druckte und verteilte sie Streuzettel, auf denen Frequenzen und Sendezeiten ausländischer Rundfunksender vermerkt waren.
Ab den Jahren 1941/1942 verdichtete sich der oppositionell eingestellte Freundeskreis; über Karl Ludwig Schneider, der ebenfalls Schüler der Lichtwarkschule gewesen war, lernte sie den Chemiestudenten Hans Leipelt und die Buchhändlerin Hannelore Willbrandt kennen, darüber kam es wiederum zu Kontakten zu dem Medizinstudenten Albert Suhr und dessen Freund Reinhold Meyer, Germanistikstudent und Junior-Chef der Buchhandlung Agentur des Rauhen Hauses am Jungfernstieg. Ab 1943 traf sich der Kreis um Margaretha Rothe bevorzugt im Keller der Buchhandlung. Als die in ähnlicher Aktivität in München tätige Gruppe um die Geschwister Scholl, Willi Graf und Alexander Schmorell Ende 1942 ihre Netzwerke auf andere Städte ausweiteten, kam es auch in Hamburg zur Verbreitung der Flugblätter aus München. Durch Traute Lafrenz, die in München Kontakt zu Alexander Schmorell, Hans und Sophie Scholl hatte, gelangten einige Münchener Flugblätter der Weißen Rose nach Hamburg. Diese wurden durch den Freundeskreis vervielfältigt und verbreitet.
Die Treffen und Aktivitäten wurden durch den Gestapo-Spitzel Maurice Sachs verraten. Der Franzose hatte den Auftrag, engeren Kontakt zu Hamburger Oppositionellen und Widerstandskreisen herzustellen. Dazu hatte er gezielt eine Anlaufstelle installiert. Auf diesem Weg gelang es ihm Kontakt zu den Personen der Weißen Rose in Hamburg um Heinz Kucharski, Margaretha Rothe und Reinhold Meyer zu knüpfen. Im August 1943 nahm er an deren Diskussionen in der Buchhandlung der Agentur des Rauhen Hauses teil. Sie hatten ihn in ihren Kreis einbezogen, da sie sich über ihn Kontakte zu französischen Widerstandsgruppen erhofften. Am 9. November 1943 verhaftete die Gestapo Margaretha Rothe zusammen mit ihrem Freund Heinz Kucharski. Insgesamt wurden über 30 Personen im Zusammenhang mit der Weißen Rose in Hamburg festgenommen und in das Polizeigefängnis Fuhlsbüttel eingeliefert. Im Oktober 1944 erfolgte die Verlegung in das Hamburger Untersuchungsgefängnis am Holstenglacis. Wegen der Luftangriffe auf Hamburg wurde Rothe im November 1944 über Berlin in die Untersuchungshaftabteilung des Frauenzuchthauses Cottbus gebracht. Im Februar 1945 erhob der Reichsstaatsanwalt gegen 24 Mitglieder der Gruppe Anklage wegen Vorbereitung zum Hochverrat, Feindbegünstigung und Wehrkraftzersetzung. Margaretha Rothe galt gemeinsam mit Heinz Kucharski, Karl Ludwig Schneider, Gerd Spitzbarth, Bruno Himpkamp und der Studienrätin Erna Stahl als Haupttäter. Während des Weitertransports im Viehwagen nach Leipzig im sehr kalten Februar 1945 erkrankte Rothe. Nach einem kurzen Aufenthalt im Frauengefängnis Leipzig-Meusdorf kam sie in das Gefängnis-Lazarett und schließlich in das auf dem Gelände der Leipziger Heilanstalt Dösen ausgelagerte Städtische Krankenhaus St. Jakob.
Dort starb Margaretha Rothe am 15. April 1945 an den Folgen einer Lungentuberkulose und Rippenfellentzündung.

## Öffentliche Ehrung

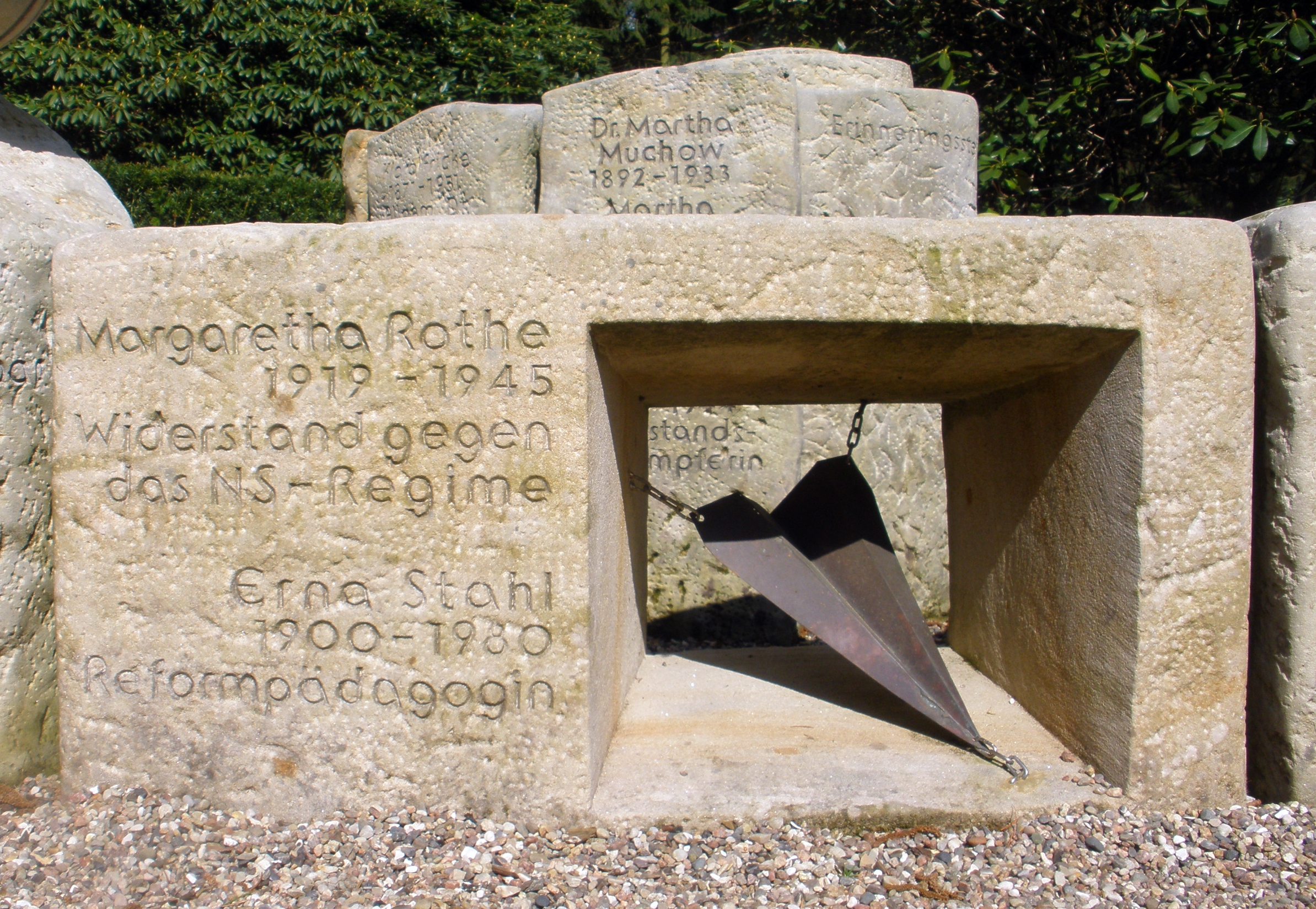
Gedenkstein für Margaretha Rothe und Erna Stahl im Garten der Frauen auf dem Friedhof Ohlsdorf

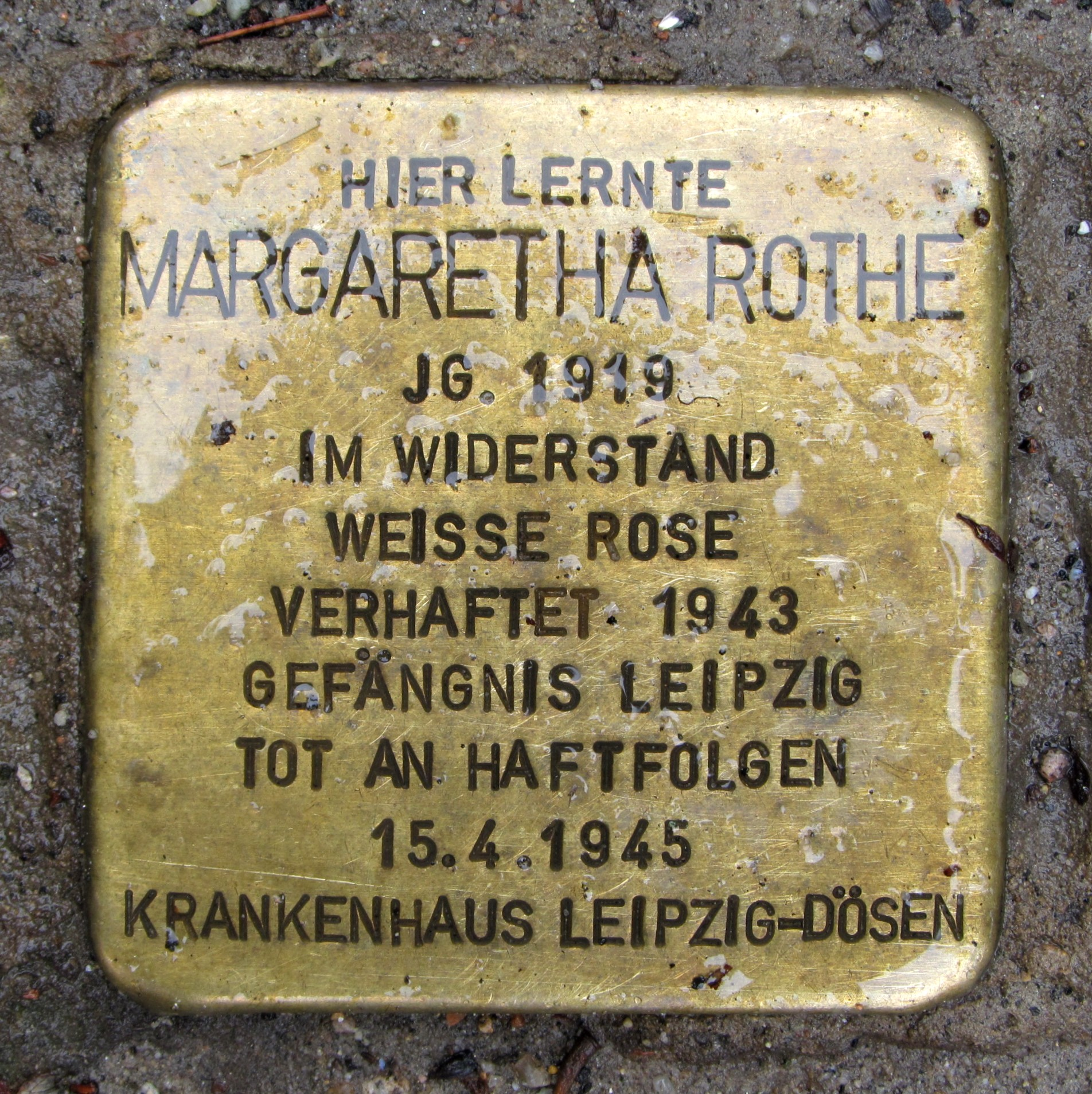
Stolperstein für Margaretha Rothe vor dem Gymnasium Klosterschule in Hamburg

Am 3. Dezember 1987 wurde auf dem Gelände des Universitätskrankenhauses Eppendorf das Praktikumsgebäude in Rothe-Geussenhainer-Haus umbenannt. Zum Andenken an Margaretha Rothe wurde am 30. August 1982 in Hamburg-Niendorf eine Straße nach ihr benannt. Auch die Stadt Moers hat eine Straße nach ihr benannt (Greta-Rothe-Straße), in direkter Nähe der Geschwister Scholl Schule. Auch mit dem 1987 in Niendorf eingeweihten Mahnmal Tisch mit 12 Stühlen zum Gedenken an Hamburger Widerstandskämpfer wird ihr Wirken gewürdigt. Seit Oktober 1988 trägt eine Schule in Hamburg-Barmbek-Nord den Namen Margaretha-Rothe-Gymnasium. In ebendieser Schule wurden im Jahr 2002 durch den Grundkurs Bildende Kunst Vierzehn Bildtafeln zum Leben der Margaretha Rothe entwickelt und mit dem Bertini-Preis ausgezeichnet. Die Ausstellung ist seit 2008 im Verzeichnis der Hamburger Gedenkstätten aufgeführt.
Zum Gedenken an Margaretha Rothe gemeinsam mit Erna Stahl ist in einer Erinnerungsspirale innerhalb des Garten der Frauen auf dem Friedhof Ohlsdorf ein Erinnerungsstein aufgestellt. Es ist ein Sandstein mit einer ein Zellenfenster symbolisierenden Öffnung und einem zu einer Metallschwalbe geformten Flugblatt der Weißen Rose. Sowohl vor der Heinrich-Hertz-Schule in Winterhude (der ehemaligen Lichtwark-Schule) als auch vor dem Gymnasium Klosterschule in St. Georg sowie vor ihrem Wohnhaus in Winterhude sind Stolpersteine für sie verlegt worden.
Am 10. Dezember 2013 wurde im ehemaligen Zuchthaus Cottbus eine Gedenkstätte eröffnet, in welcher bis 2024 auch Originaldokumente wie Briefe und Studienbuch der Margaretha Rothe zu sehen waren.
Am 1. Dezember 2016 wurde eine Studierendenwohnanlage in Hamburg-Winterhude, die zuvor nach dem nationalsozialistischen Arzt Paul Sudeck benannt war, in Margaretha-Rothe-Haus umbenannt.